# آناستازیا (فیلم ۱۹۹۷)
آناستازیا (به انگلیسی: Anastasia) یک فیلم پویانمایی فانتزی موزیکال و درام است محصول سال ۱۹۹۷ به کارگردانی دان بلات و گری گولدمن است. در این فیلم بازیگرانی همچون مگ رایان، جان کیوسک، کلسی گرمر، کریستوفر لوید، هانک آزاریا، برنادت پیترز، آنجلا لنسبوری، کیرستن دانست و ریک جونز ایفای نقش کرده‌اند. داستان این فیلم به ماجرای زندگی آناستازیا نیکولائونا رومانوا می‌پردازد.

## داستان
در سال ۱۹۱۶ در کاخ کاترین در سن پترزبورگ روسیه، تزار نیکلای دوم جشنی به مناسبت سیصدمین سالگرد به قدرت رسیدن خاندان رومانوف گرفته‌است. مادرش، شهبانو ماریا فیودوروونا، به پرنسس آناستازیا که کوچک‌ترین دختر تزار و ۸ ساله است، یک جعبه موسیقی و گردنبند هدیه می‌دهد که روی آن نوشته شده‌است: با هم در پاریس.
ناگهان جشن با ورود راسپوتین راهب به هم می‌ریزد. راسپوتین زمانی در دربار رومانوف بوده و به دلیل خیانت تبعید شده بود. او برای انتقام، روحش را در ازای یک ظرف طلسم به شیطان فروخته بود، تا بتواند به وسیله آن خاندان رومانوف را نفرین کند.
با محاصره شدن کاخ توسط انقلابیون، تنها آناستازیا و ماریا می‌توانند با کمک پسر ۱۰ ساله ای که راه مخفی فرار را به آنها نشان می‌دهد، فرار کنند. آنها به سمت یک قطار در حال حرکت می‌روند اما تنها ماریا سوار قطار می‌شود و آناستازیا زمین‌می‌خورد و از قطار جا می‌ماند و به دلیل ضربه وارده به سرش، فراموشی می‌گیرد.
ده سال بعد، ملکه ماریا که حالا در فرانسه به سر می‌برد، برای هرکس که آناستازیا را پیدا کند و به او برگرداند ۱۰ میلیون روبل جایزه تعیین می‌کند.
آناستازیا که تا آن موقع در یتیم خانه زندگی می‌کرده و نامش را «آنیا» گذاشته‌اند، سفرش را برای پیدا کردن خانواده اش شروع می‌کند. تنها نشانه ای که او از خانواده اش دارد گردنبندی است که رویش نوشته: با هم در پاریس.
پس تلاش می‌کند به پاریس برود اما ویزای پاریس را ندارد و کسی هم به او ویزا نمی‌دهد. در این بین، پیرزنی شخصی به نام دیمیتری را به او معرفی می‌کند و می‌گوید که او می‌تواند برایش ویزا تهیه کند.
دیمیتری، فردی حقه باز است که با کمک همکارش ولادیمیر، به دنبال دختری شبیه به آناستازیا می‌گردد تا او را به‌عنوان آناستازیا ی واقعی به ملکه معرفی کند و جایزه را بگیرد. وقتی آناستازیا از آنها کمک می‌خواهد، آنها او را بهترین گزینه برای معرفی به ملکه می‌بینند و برایش ویزای تقلبی می‌گیرند و باهم به سمت پاریس حرکت می‌کنند.
در بین راه، راسپوتین که از دور حرکات آناستازیا را به وسیله ظرف طلسم خود می‌بیند، موجوداتی کوچک و شیطانی را از ظرف بیرون می‌کشد تا آناستازیا را بکشند و انتقامش را به صورت کامل از خاندان رومانوف بگیرد. به این ترتیب دردسرهایی برای آناستازیا درست می‌شود مانند جدا شدن واگن‌های قطار از هم و کابوس‌های فریب انگیز در کشتی، که از هردو جان سالم به در می‌برد و به سفرش ادامه می‌دهد.
بالاخره، آناستازیا به پاریس می‌رسد و با دیمیتری و ولادیمیر به دیدن ملکه می‌روند. اما ملکه که از دیدن آناستازیاهای تقلبی خسته شده، می‌گوید که نمی‌خواهد آنها را ببیند.
دخترعموی ملکه، سوفی، از آناستازیا سؤالاتی می‌پرسد تا هویت او را مشخص کند. دیمیتری که قبلاً همه اطلاعات را به آناستازیا داده، مطمئن است که می‌تواند از پس سؤالات بر بیاید. اما سوفی ناگهان سؤالی می‌پرسد که دیمیتری هرگز درباره‌اش به آناستازیا چیزی نگفته بود: در زمان انقلاب روسیه، شما چطور فرار کردید؟
اما در کمال تعجب، آناستازیا جواب می‌دهد و با خاطرات کمرنگی که به یاد دارد، می‌گوید که پسر بچه ای دری مخفی را برایشان باز کرده‌است. دیمیتری که این را می‌شنود، می‌فهمد که آنیا واقعاً خود پرنسس آناستازیا می‌باشد، چون کسی که در مخفی را برایشان باز کرده بود، دیمیتری بود.
سوفی صحبت با ملکه را بخاطر حال بد ملکه به تعویق می‌اندازد. دیمیتری که وضعیت را می‌بیند، خودش آناستازیا را آماده می‌کند که به دیدار ملکه بروند.
آناستازیا بیرون اتاق منتظر می‌ماند و دیمیتری وارد اتاق ملکه می‌شود. ملکه که او را می‌بیند، فرصت معرفی را به او نمی‌دهد و می‌گوید که می‌داند او واقعاً کیست و دختران شبیه به آناستازیا را آموزش می‌دهد که جایزه را بگیرد.
آناستازیا که از بیرون حرف‌های ملکه را شنیده‌است، تصورش دربارهٔ دیمیتری عوض می‌شود و فکر می‌کند که خودش هم یک دختر فریب خورده به بهانه پرنسس بودن است. او با عصبانیت به اتاقش در هتل بر می‌گردد.
دیمیتری که هنوز می‌خواهد آناستازیا را به خانواده اش برساند، جای راننده شخصی ملکه در ماشین می‌نشیند و تا هتل آناستازیا رانندگی می‌کند و ملکه را به آنجا می‌برد. بعد جعبه موسیقی ای که ملکه قبلاً به آناستازیا داده بود را نشانش می‌دهد و او را راضی می‌کند که آناستازیا را ببیند. (جعبه موسیقی موقع فرار آناستازیا و ملکه افتاد و دیمیتری آن را برداشته بود)
ملکه به دیدار آناستازیا می‌رود و گردنبند را هم در گردنش می‌بیند، با گردنبندش جعبه موسیقی را کوک می‌کند و می‌فهمد که آناستازیا ی واقعی را پیدا کرده‌است.
ملکه همان شب جایزه دیمیتری را به او پیشکش می‌کند اما دیمیتری نمی‌پذیرد و دربرابر سؤال ملکه که می‌پرسد: چرا؟ جواب می‌دهد: چیزی که من می‌خواهم را شما نمی‌توانید به من بدهید.
ملکه می‌فهمد که منظور دیمیتری آناستازیا می‌باشد و اینکه به او علاقه دارد.
آن شب، ملکه جشنی بر پا می‌کند و به همه اعلام می‌کند که نوه اش را پیدا کرده‌است. اما همان موقع، راسپوتین که هنوز به دنبال کشتن آناستازیا است، وارد هزارتوی بیرون ساختمان می‌شود و آناستازیا را به آنجا می‌کشاند. دیمیتری که از ماجرا با خبر می‌شود، برای نجات آناستازیا به آنجا می‌رود.
در آخر، آناستازیا ظرف طلسم راسپوتین را می‌شکند و راسپوتین از بین می‌رود. او با دیمیتری ازدواج می‌کند و برای مدتی از جایگاهش فاصله می‌گیرد تا اوقات خوشی را با دیمیتری بگذراند.

## صداپیشگان
همچنین ببینید: آناستازیا (موسیقی متن)
- مگ رایان در نقش آناستازیا «آنیا» رومانوف
  - لیز کالاوی[۱] صدای آواز آناستازیا را اجرا می‌کند.
  - کریستن دانست در نقش آناستازیا جوان
    - لیسی چابرت صدای آواز را برای آناستازیا جوان اجرا می‌کند.
- جان کیوسک در نقش دیمیتری
  - جاناتان دوکوچیتز[۲] صدای آواز دیمیتری را اجرا می‌کند.
  - گلن واکر هریس جونیور[۳] صدای دیمیتری جوان را اجرا می‌کند.
- کلسی گرمر در نقش ولادیمیر «ولاد» واسیلویچ
- کریستوفر لوید در نقش گریگوری راسپوتین
  - جیم کامینگز صدای آواز راسپوتین را اجرا می‌کند.
- هانک آزاریا در نقش بارتوک
- آنجلا لنسبوری در نقش ماری فئودوروونا رومانوف
- برنادت پیترز در نقش سوفی استانیسلوسکیونا سومورکوف-اسمیرنوف
- آندره‌آ مارتین در نقش «رفیق» فلگمنکف
- ریک جونز در نقش نیکلای دوم رومانوف
  - جونز همچنین برای صدای یک سرباز انقلابی، یک خدمتکار و یک مأمور فروش بلیط صداپیشگی کرد.
- چریتی جیمز[۴] در نقش آناستازیا فریبکار
- دبرا مونی در نقش بازیگر
- آرتور مالت[۵] در نقش مرد مسافرتی پیشکار

جی.کی. سیمونز، ویکتوریا کلارک، بیلی پورتر، پاتریک کویین و لیلیاس وایت از جمله صداپیشگان این گروه و شخصیت بودند.